# Heilig Hartkerk (Groningen)
De Kerk Heilig Hart van Jezus was een rooms-katholieke kerk aan de Moesstraat, in de Noorderplantsoenbuurt in de Nederlandse stad Groningen.

## Geschiedenis

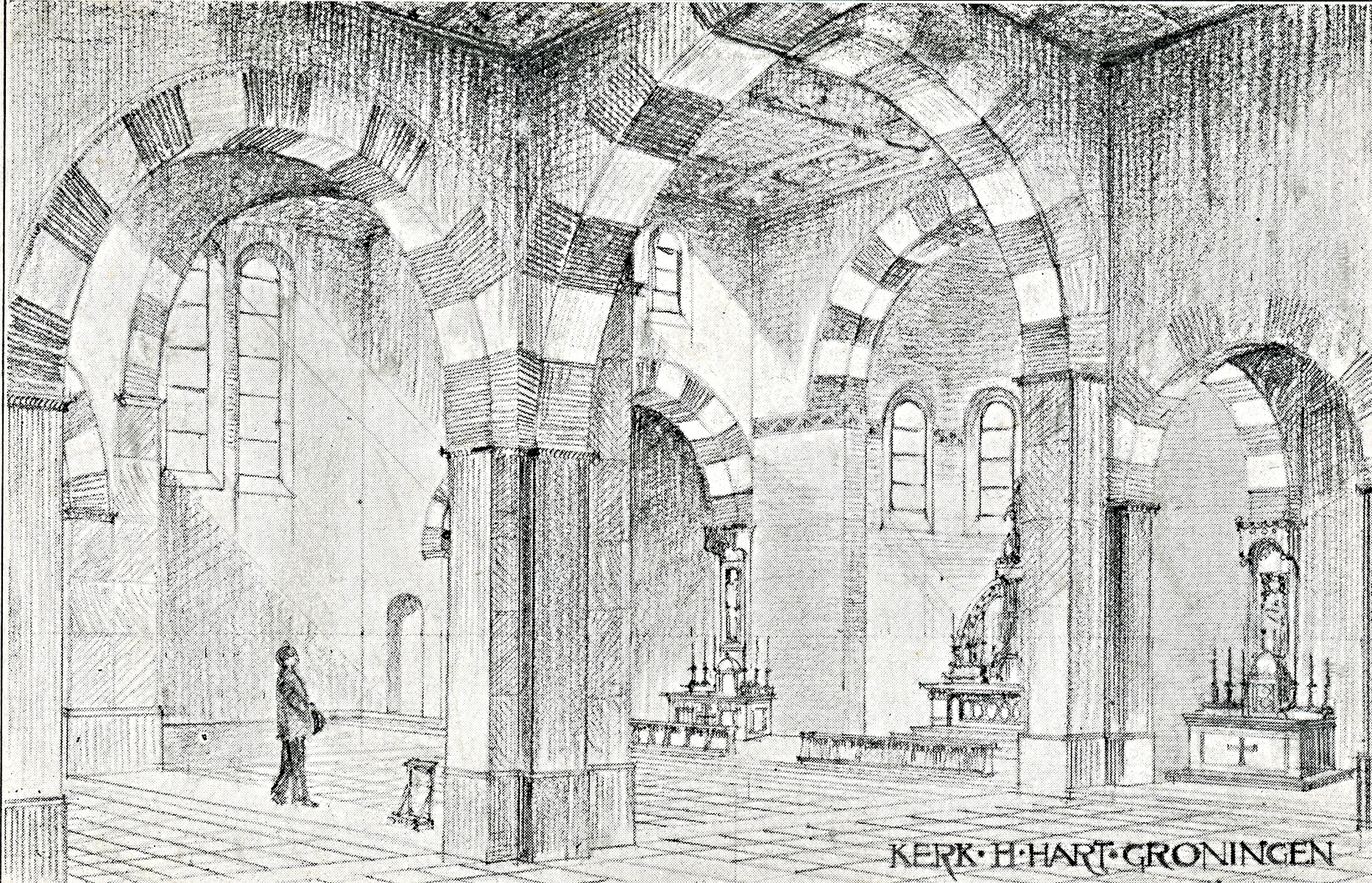
Heilig Hartkerk in 1913

Gebouwd in 1913 als nieuwe parochiekerk voor de noordelijke stadsuitbreiding van Groningen. Driebeukige kruisbasiliek met terzijde staande fronttoren in overwegend neoromaanse vormen. Het ontwerp van Jan Stuyt toonde lichte invloed van de romaanse kerkbouw uit de Ottoonse tijd (elfde eeuw). Het interieur was door een vlakke zoldering overdekt. De kerk was onderdeel van een katholieke enclave in de Noorderplantsoenbuurt. Na de bouw van de kerk, volgden de lagere scholen, gebouwd in 1916-1917. Vervolgens kwam hier een klooster voor de zusters van Amersfoort, een verenigingshuis (1919), een bewaarschool (in 1922) en een klooster voor de zusters Franciscanessen (nu Centrum voor spiritualiteit ‘De Poort’).
De wandschilderingen werden bij de liturgische vernieuwingen in de jaren 1960 in wit overgeverfd.
In november 1988 vierde de kerk nog haar 75-jarig bestaan met een pontificale hoogmis die werd voorgegaan door bisschop Möller, bisschop van Groningen, waarbij het parochiale koor gedeelten uit de kleine koraalmis van Van Haperen en het Te Deum ten gehore bracht. 
Als gevolg van teruglopend kerkbezoek fuseerde de parochie in 1993 met de parochies van Martinus-Jozef, Johannes en Franciscus en is de kerk gesloopt in 1994. De toren bleef staan, werd in een nieuwbouwcomplex woningen geïntegreerd, en fungeert nu als liftschacht. Het tabernakel en de ramen uit de kooromgang zijn herplaatst in de St. Willehaduskerk te Emmer-Compascuum. Het doopvont en de calvariegroep zijn herplaatst in de Sint Franciscuskerk te Groningen. Het orgel (Rolfing Osnabruck, 1923) werd verkocht aan een particulier te Sappemeer.